# Американський екзорцист
Американський екзорцист (American Exorcist) — фільм жахів режисера Тоні Трова та Джона Зіта, у головних ролях Біл Моуслі та Фалон Жослін. Фільм вийшов у прокат в жовтні 2018

## Сюжет
Американський екзорцист фільм про детектива надприродного, який потрапляє в пастку на горищі на передодні Різдва.

## У ролях
- Біл Моуслі — містер Сноуфізер
- Фалон Жослін — Джорджет Дюбуа
- Джеф Оренс — Бад Елвуд
- Елісон Крозьє — Рене Дюбуа
- Джон МакКейвер — Фредерік
- Джо Анна ван Туйне — дружина Бада

## Зйомки
Зйомки проходили в Філадельфії, взимку 2015. Під впливом італійських фільмів жаху, знімальна команда експериментувала з різними спецефектами.